# Релсов път
Релсовият път в железопътния транспорт е път, състоящ се от две релси, разположени успоредно. По българския стандарт разстоянието между тях е 1435 mm, а например в испанския е 1765 mm. Съществуват междурелсия от 650 – 750 mm, така наречените теснопътни линии, като в България такава е само жп линия Септември – Добринище (760 mm). Междурелсието 600 mm се е използвало в БДЖ до 1960 година, с такова функционират единствено общинските детски атракционни железници в градовете Кърджали и Пловдив. По релсов път се движат най-често влакове, трамваи, кранове и др.
На гарите и определени места за маневри релсовият път се свързва с устройство за отклонение на жп превозно средство – жп стрелки, които се управляват ръчно или дистанционно. Релсовият път се захваща на подрелсова основа, която обикновено е траверси положени върху баластров насип.

## Предназначение
Релсовият път е инженерно съоръжение, предназначено да преминават по него возила, превозващи пътници и товари с определена скорост. От състоянието на пътя зависи сигурното и непрекъснатото движение на возилата. Контактната адхезионна повърхност между жп колело и релсовия път е много малка (с размер приблизително колкото по-широката страна на неползвани: гумичка за триене или дъвка за дъвчене), което позволява превозът на повече товари с по-малко енергия. Това предимство обаче често води до проблеми със спирачния път (основно при по-старите двуосни жп вагони, примерно несъоръжени с пневматична влакова спирачка, съоръжени с ръчна спирачка, теглени от парен локомотив).
Релсовият път в гарите е разпределен на различни успоредни релсови пътища наречени коловози, които позволяват безопасно прикачане на пътници и товари а също и изчакване или разминаване на други влакове, когато релсовият път до следващата гара е еднопосочен.
Коловоз също се нарича и оставеният отпечатък от колелата на транспортно средство върху път без трайна настилка или в местност без очертания за път.
Понякога както във Франция, релсовият път се конструира само в една права с R=0/0 т.е. без наклон или така наречените монорелсови пътища.

## Видове строене
Релсовият път се дели на долно и горно строене.

### Долно строене
При долното строене формата и размерите на изкопите, насипите и земното платно съответстват на типови напречни профили и норми, регламентирани с наредбата за проектирането и строителството на жп. линии, гари и др. обекти от железопътната инфраструктура. Всички мостове се категоризират според тяхната носимоспособност.

### Горно строене
Стандартни междурелсия:
- за нормални линии – 1435 mm;

- фериботен комплекс Варна – 1520 mm;
- теснопътни – 760 mm.

Допускат се следните отклонения:
- до 100 km/h: от −4 до +13 mm;
- от 100 до 120 km/h: от −4 до +8 mm;
- от 120 до 140 km/h: от −4 до +5 mm;
- от 140 до 160 km/h: от −4 до +4 mm.

## Релсова електрическа верига
При наставните електрифицирани жп линии и в зоните на стрелки е задължителна електрическата връзка между секциите. Тази връзка осигурява обратен път на тока от жп релси по които се движат жп колооси до тяговата подстанция. Електрически вериги с понижено напрежение по изолирани жп секции позволяват автоматично отчитане на местоположението на влаковете и броят на колоосите. Това играе важна роля в сигнализацията и безопасността на движение.